# (6146) Adamkrafft
(6146) Adamkrafft ist ein Asteroid des Hauptgürtels, der am 30. September 1973 von dem niederländischen Astronomenehepaar Cornelis Johannes van Houten und Ingrid van Houten-Groeneveld entdeckt wurde. Die Entdeckung geschah im Rahmen der zweiten Trojanerdurchmusterung, bei der von Tom Gehrels mit dem 120-cm-Oschin-Schmidt-Teleskop des Palomar-Observatoriums aufgenommene Feldplatten an der Universität Leiden durchmustert wurden.
Der Asteroid wurde nach dem deutschen Bildhauer und Baumeister zur Zeit der Spätgotik Adam Kraft (* zwischen 1455 und 1460; † Mitte Januar 1590) benannt, als dessen Meisterwerk das Sakramentshaus in St. Lorenz in Nürnberg gilt und dessen Büste in der Ruhmeshalle in München aufgestellt wurde.